# Felix Japha
Felix Japha (* 1875 in Königsberg i. Pr.; † 1942 ebenda) war ein jüdischer Kaufmann und Förderer Königsbergs.

## Leben
Nach dem Abitur auf dem Königsberger Wilhelms-Gymnasium und einer kaufmännischen Lehre bei Bernhard Wiehler war er zur weiteren Ausbildung in London und Paris. 1902 erwarb er mit Paul Hüter die 1812 gegründete Seifenfabrik von L. Gamm auf dem Steindamm, die er bis 1933 besaß und vergrößerte.
Er war Schweizer Honorarkonsul (1907–1920) und Stadtverordneter. Als Geldgeber beteiligte er sich an der Gründung der Stadthalle und des Neuen Schauspielhauses, in dessen Aufsichtsrat er bis 1933 fungierte.
1933 konnte er in seiner Villa in Amalienau wohnen bleiben.
1942 nahmen Japha und seine Frau sich das Leben.